# 658

## Догађаји
- Цар Констанс II предузима експедицију на Балканско полуострво и побеђује Словене и Аваре у Македонији. Привремено поново успоставља византијску власт и насељава неке од њих у Анадолију да би се борили против Рашидунског калифата.
- Савез словенских племена се распада након смрти краља Самоа. Словенска кнежевина је формирана од остатака краљевства у Корушкој (данашња Аустрија), а Авари освајају већину његове територије у Мађарској.
- Битка код Пеона: Краљ Ценвал и Саксонци из Весекса крећу у напад на Думнонију (југозападна Енглеска). Побеђују код Пенселвуда у Сомерсету, а граница између Думноније и Весекса је постављена на реци Парет.
- Побуна коју су предводила тројица мерсијанских племића (Имин, Еата и Едберт) поставља Вулфера (сина краља Пенде) за владара Мерсије и протерује присталице краља Освиуа од Нортумбрије.
- Кинеске снаге побеђују Западни турски каганат (Централна Азија). Западни каганат постаје вазал династије Танг. Током вакуума моћи, тургешка племена се појављују као водећа сила.